# Destruction Derby Arenas
Destruction Derby Arenas es un videojuego de carreras para PlayStation 2. Fue desarrollado por Studio 33 y publicado por Sony Computer Entertainment Europe en Europa y Gathering of Developers en Norteamérica, y fue lanzado en 2004, siendo la quinta entrega de la serie Destruction Derby.

## Jugabilidad
Destruction Derby Arenas tuvo una gran renovación en estilo, despojándose del anterior que se encuentra en los títulos anteriores de PlayStation a favor de un corredor más parecido a un arcade con un tono y una paleta de colores más brillantes y caricaturescos. Su modo de juego ha tenido cambios importantes con la adición de Nitro y la introducción de una gran variedad de otros pick-ups, como el Shield o el TNT. Las pistas de carreras ahora son ampliamente 'interactivas', agregando varios elementos de juego nuevos en lugar de centrarse solo en el derby de demolición y la conducción.
El Campeonato principal ahora se divide en cuatro 'rondas', cada una de las cuales contiene tres eventos de carrera y termina con un derby, después de lo cual se otorga una medalla al jugador y se desbloquean nuevas herramientas de personalización del automóvil. También hay una vez más un comentarista en el juego.
El juego también era compatible con el modo multijugador local con hasta 2 jugadores humanos en los eventos de carreras Wrecking Racing y eventos de derby Destruction Bowl.

### Sistema de puntos
Los puntos (ahora llamados 'Puntuación') ahora se otorgan en varias categorías además de la posición de la carrera:
- Giro: se ocupa del giro de los oponentes.
- Estilo: puntos otorgados por saltos, volteretas, giros y otras actuaciones similares.
- Poder: otorgado para golpear a los oponentes, incluida la realización de un 'Gut Wrencher', o simplemente agarrar, que se conoce en el juego como 'matar'.

Además, también hay un pick-up llamado Puntos que otorga puntos extra al jugador.

## Desarrollo
El 2 de abril de 2002, GameSpot informó que Studio 33 estaba trabajando en Destruction Derby 4, un sucesor de Destruction Derby Raw. En marzo de 2003, Destruction Derby Arenas fue publicado por primera vez por Sony Computer Entertainment Europe (SCEE). También se reveló en esta vez que el juego se podría jugar en línea. SCEE also demonstrated a demo version of the new game at E3 2003.
Nick Koufou, líder del proyecto del juego, dijo en junio de 2003 que la característica nueva más importante de "Destruction Derby Arenas" era su modo multijugador en línea, que permitía que hasta 20 jugadores compitieran en línea. Koufou también calificó los "entornos interactivos" de las pistas como una gran adición nueva que "distinguirá a DDA de sus predecesores o de cualquier otro juego de carreras". También dijo que el juego apuntaba a la "ridiculez" en lugar del realismo. DDA fue uno de los primeros títulos compatibles con el servicio en línea de PS2 en el mercado europeo.
El 15 de agosto de 2003, SCEE lanzó un sitio web oficial en www.ddarenas.com, que tenía información sobre el juego, incluidas sus pistas y los perfiles de los personajes. Parte del contenido, en particular las atribuciones de los autos de los personajes, se cambió cuando se lanzó el juego, pero el sitio web nunca se actualizó. Sorprendentemente, el servidor de este sitio web todavía estaba vivo hasta 2016.
El 16 de octubre de 2003, Electronic Arts anunció que había comprado el desarrollador Studio 33 y que se incorporaría a su equipo del Noroeste en la cercana Warrington, Inglaterra.

## Recepción
| Recepción |              |
| --- | ------------ |
| Puntuaciones de reseñas Evaluador Calificación Metacritic 57/100 [ 8 ] Puntuaciones de críticas Publicación Calificación Electronic Gaming Monthly 4.67/10 [ 9 ] Game Informer 6.75/10 [ 10 ] GamePro [ 11 ] GameSpot 6.2/10 [ 1 ] Games TM 3/10 [ 12 ] GameZone 6.8/10 [ 13 ] IGN 4.5/10 [ 14 ] Official PlayStation Magazine (EEUU) [ 15 ] PlayStation Magazine 7/10 [ 16 ] X-Play [ 17 ] |              |
| Puntuaciones de reseñas |              |
| Evaluador | Calificación |
| Metacritic | 57/100       |
| Puntuaciones de críticas |              |
| Publicación | Calificación |
| Electronic Gaming Monthly | 4.67/10      |
| Game Informer | 6.75/10      |
| GamePro | [ 11 ]       |
| GameSpot | 6.2/10       |
| Games TM | 3/10         |
| GameZone | 6.8/10       |
| IGN | 4.5/10       |
| Official PlayStation Magazine (EEUU) | [ 15 ]       |
| PlayStation Magazine | 7/10         |
| X-Play | [ 17 ]       |

Destruction Derby Arenas recibió críticas "mixtas" según el sitio web de ragregación de reseñas Metacritic. IGN sintió que el juego valía una hora o dos debido a los accidentes automovilísticos, pero después de eso perdería valor rápidamente. GameSpot consideró que el modo en línea valía la pena alquilar el juego para los fanáticos del género, pero que, de lo contrario, el juego no justificaba su costo.